# 小行星5738
小行星5738（5738 Billpickering）是一颗绕太阳运转的小行星，为火星轨道穿越小行星。该小行星于1989年10月27日发现。

## 轨道参数
小行星5738的轨道半长轴为2.7341117 UA，离心率为0.479。